# Czernaki (rejon kamieniecki)
Czernaki (biał. Чарнакі, Czarnaki; ros. Чернаки, Czernaki) – wieś na Białorusi, w obwodzie brzeskim, w rejonie kamienieckim, w sielsowiecie Nowickowicze, nad Leśną Prawą, w granicach Parku Narodowego „Puszcza Białowieska”.

## Historia
W XIX i w początkach XX w. wieś i osada położone w Rosji, w guberni grodzieńskiej, w powiecie brzeskim, w gminie Dmitrowicze. Alternatywną nazwą miejscowości były wówczas Czerniaki.
W dwudziestoleciu międzywojennym leżały w Polsce, w województwie poleskim, w powiecie brzeskim, w gminie Dmitrowicze. W 1921 miejscowość liczyła 132 mieszkańców, zamieszkałych w 20 budynkach, w tym 90 Polaków i 42 Białorusinów. Wszyscy mieszkańcy byli wyznania prawosławnego.
Po II wojnie światowej w granicach Związku Sowieckiego. Od 1991 w niepodległej Białorusi.